# Cminda Sameba
Cminda Sameba (gruz. წმინდა სამება, Święta Trójca) – cerkiew położona niedaleko wioski Gergeti w północnej Gruzji, w pobliżu miasteczka Stepancminda (dawniej Kazbegi). Cerkiew jest położona na wzgórzu, na wysokości 2170 m n.p.m., na lewym brzegu rzeki Terek, góruje nad nią szczyt Kazbek.
Nie zachowały się źródła dotyczące powstania cerkwi, ale wg szacunków historyków sztuki cerkiew oraz dzwonnica zostały zbudowane w XIV wieku. Przypuszczalnie w XV wieku dobudowano do cerkwi przylegający do niej budynek. W czasach ZSRR odprawianie nabożeństw w cerkwi było zakazane, ale obiekt stał się popularnym miejscem wypraw turystycznych. W 1988 r. władze radzieckie zbudowały do cerkwi kolejkę linową, ale niezadowoleni z tego mieszkańcy Stepancmindy (Kazbegi) po niedługim czasie ją rozebrali (w dolnej stacji mieści się obecnie muzeum). Od grudnia 2018 r. do cerkwi prowadzi asfaltowa droga.

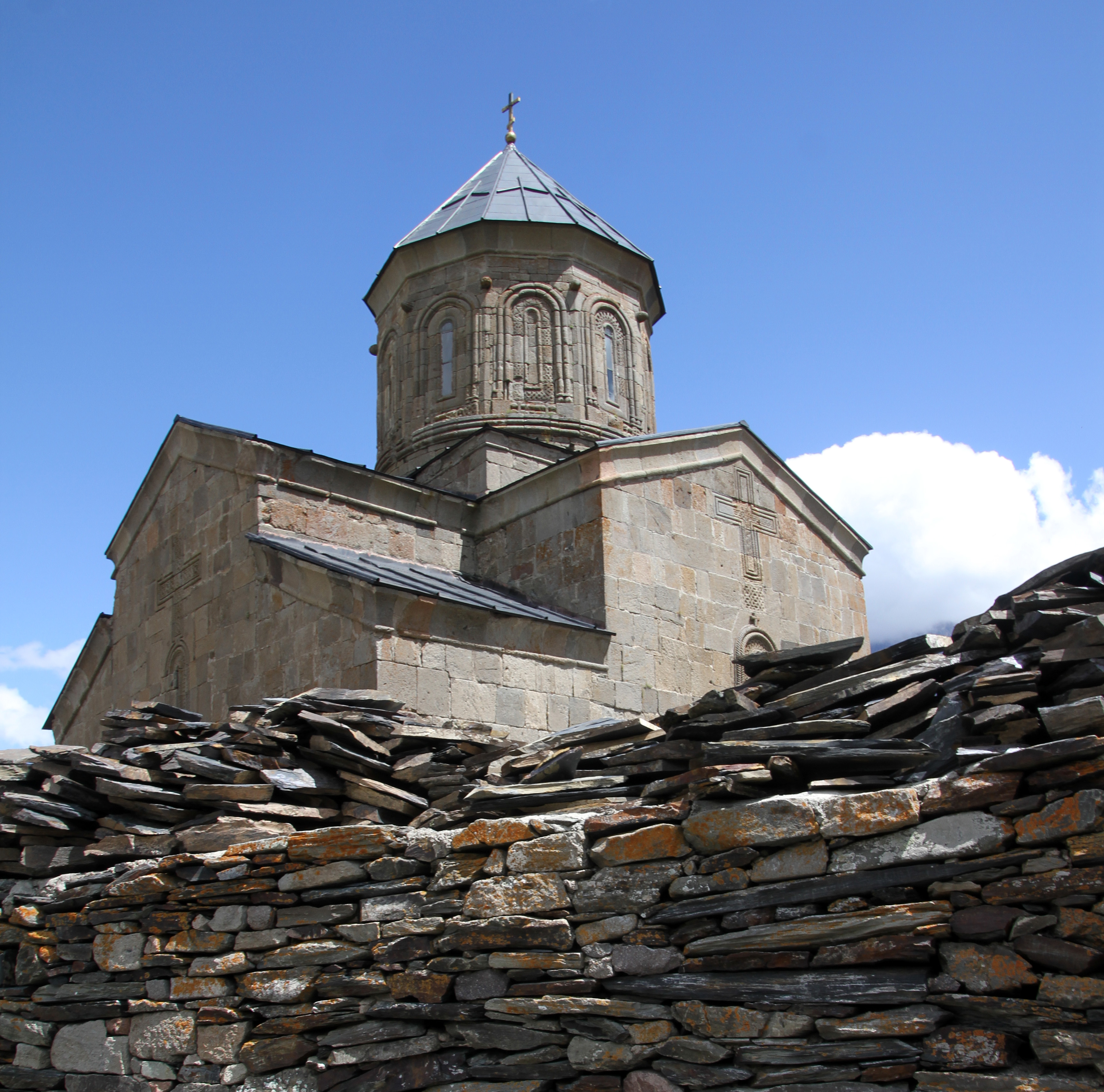
Kościół Świętej Trójcy
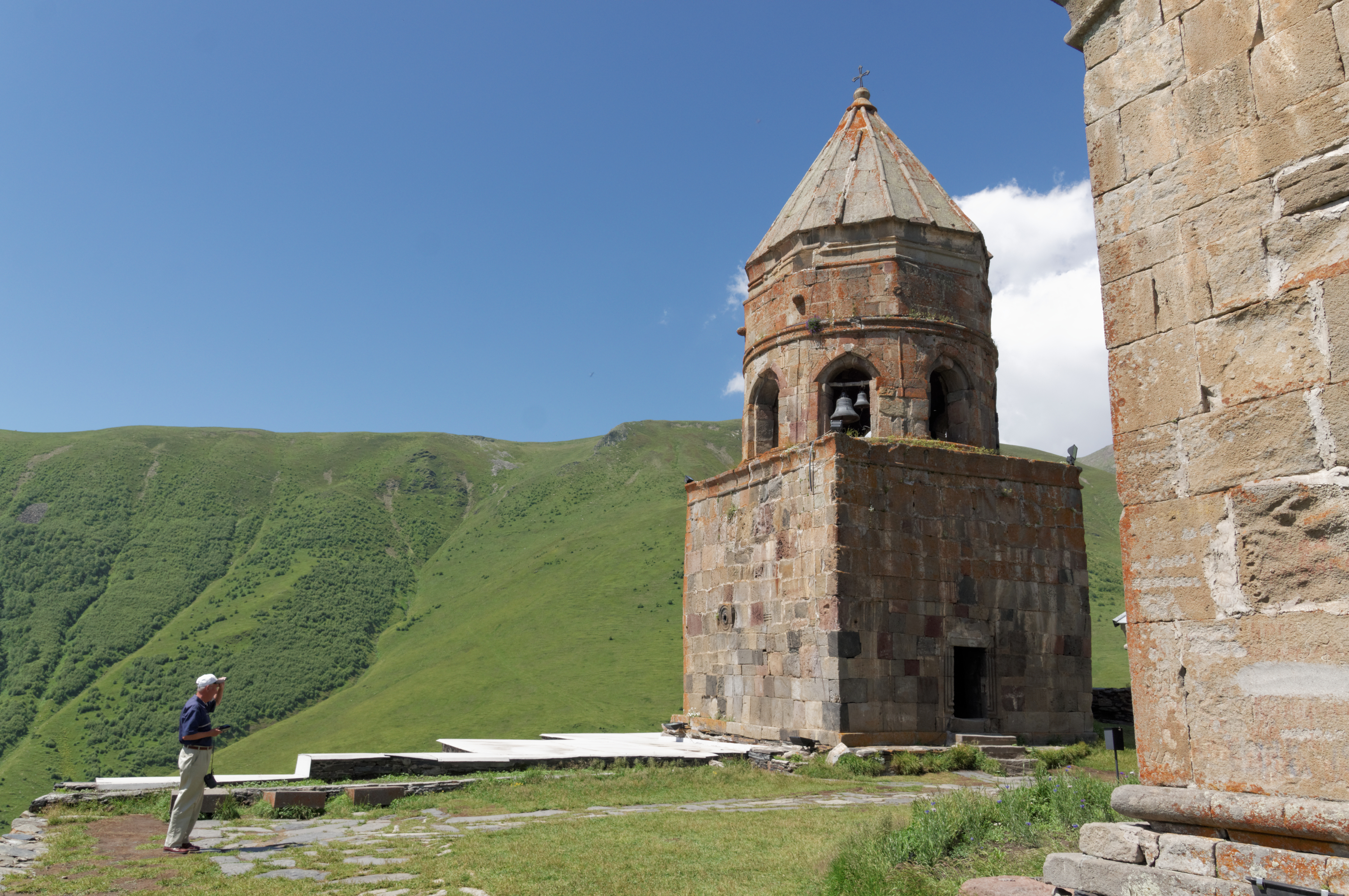
Dzwonnica
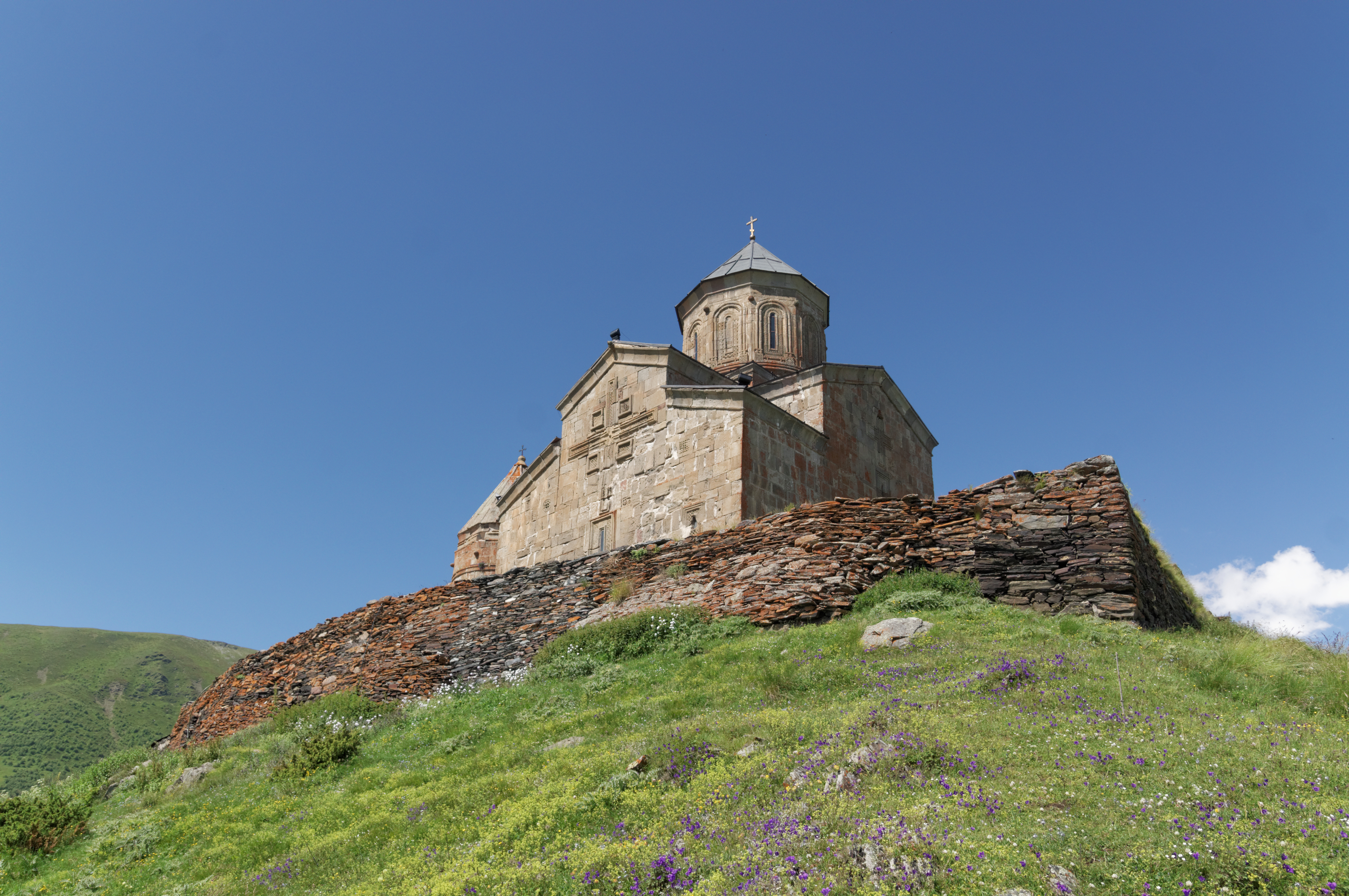
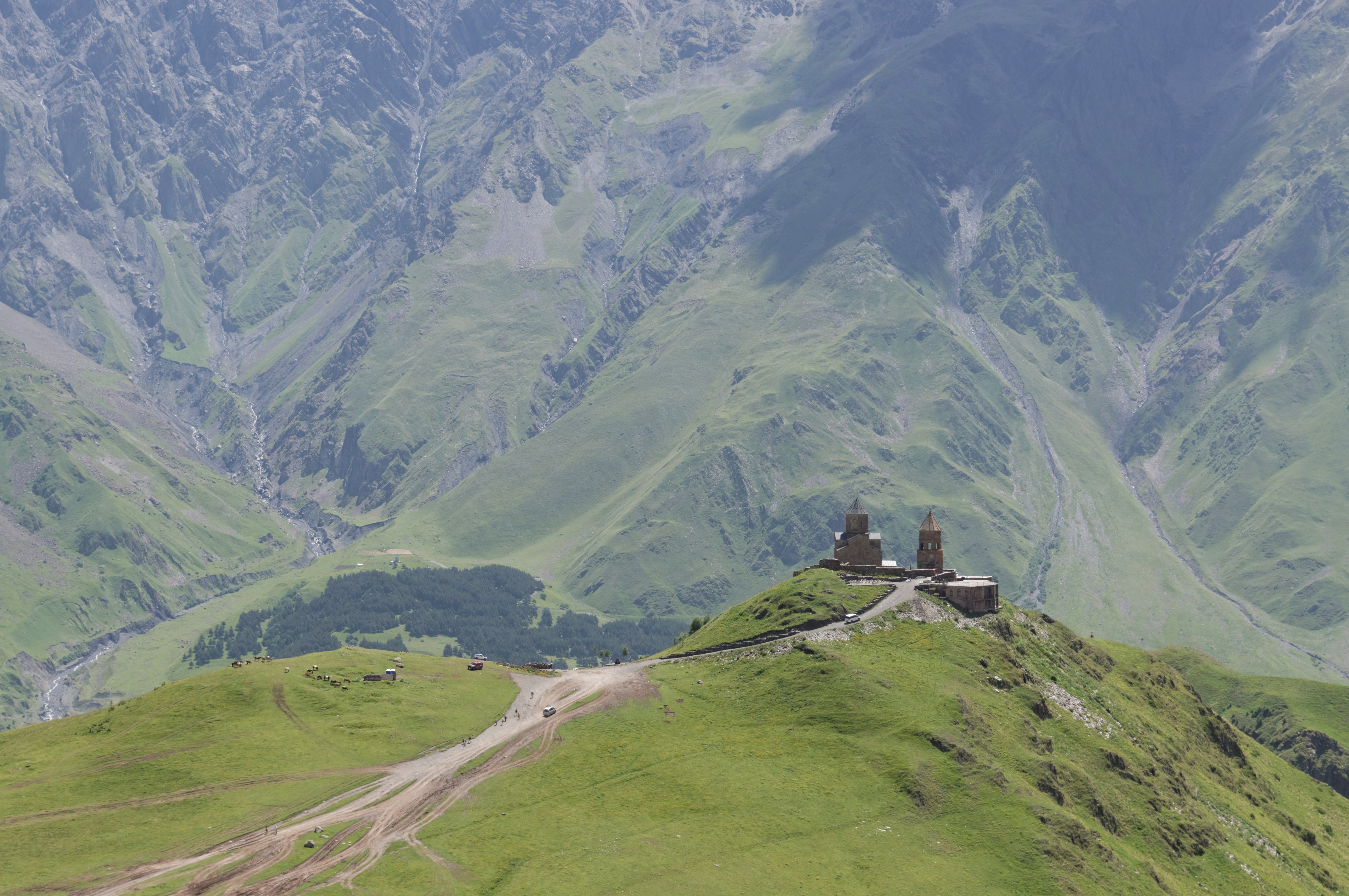